# Karen Hunter
Karen Hunter (ur. 17 listopada 1966 r.) – amerykańska narciarka, specjalistka narciarstwa dowolnego. Najlepszy wynik na mistrzostwach świata osiągnęła podczas mistrzostw w Oberjoch i mistrzostw w Altenmarkt, gdzie zajmowała 7. miejsce w balecie narciarskim. Nigdy nie startowała na igrzyskach olimpijskich. Najlepsze wyniki w Pucharze Świata osiągnęła w sezonie 1989/1990, kiedy to zajęła 19. miejsce w klasyfikacji generalnej, a w klasyfikacji baletu była piąta.
W 1993 r. zakończyła karierę.

## Sukcesy

### Mistrzostwa Świata
| Miejsce | Dzień     | Rok  | Miejscowość | Konkurencja      | Zwycięzca   |
| ------- | --------- | ---- | ----------- | ---------------- | ----------- |
| 7.      | 1 marca   | 1989 | Oberjoch    | Balet narciarski | Jan Bucher  |
| 9.      | 11 lutego | 1991 | Lake Placid | Balet narciarski | Ellen Breen |
| 7.      | 12 marca  | 1993 | Altenmarkt  | Balet narciarski | Ellen Breen |

### Puchar Świata

#### Miejsca w klasyfikacji generalnej
- 1988/1989 – 26.
- 1989/1990 – 19.
- 1990/1991 – 36.
- 1991/1992 – 19.
- 1992/1993 – 21.

#### Miejsca na podium
1. Mont Gabriel – 5 stycznia 1990 (Balet) – 2. miejsce
2. Lake Placid – 12 stycznia 1990 (Balet) – 2. miejsce
3. Breckenridge – 19 stycznia 1990 (Balet) – 2. miejsce
4. Piancavallo – 16 grudnia 1991 (Balet) – 3. miejsce
5. Morzine – 16 stycznia 1992 (Balet) – 3. miejsce

- W sumie 3 drugie i 2 trzecie miejsca.